# Rotenmanntörl
Das Rotenmanntörl ist ein hochalpiner Übergang (2997 m ü. A.) vom hinteren Defereggental/Schwarzachtal hinüber zum Dabertal. Das Törl liegt in der Kernzone des Nationalparks Hohe Tauern in Osttirol. Genau in dem Übergang (Törl) ragt ein markanter, rot-gelber Monolith in den Himmel (Rotenmann-Fels).

## Lage
Das Rotenmanntörl liegt im Schnittpunkt vom hinteren Reintal in Südtirol (= Knuttental), dem hinteren Defereggental (Osttirol) und dem hinteren Umbaltal (Teil des Virgentals, Osttirol).
Es bildet genau die Grenze zwischen dem Panargen- und dem Umbalkamm in der Venedigergruppe und ist unweit der Rieserfernergruppe gelegen.
Die eigenwillige Namensgebung dieses Bergeinschnittes kommt nicht von ungefähr. Inmitten dunkelgrauen Urgesteins steht ein circa zwölf Meter hoher, in rötlichem Sandstein geprägter Felszacken (Monolith). Dieser „Rote Mann“ ist für die Umgebung eine geologische Seltenheit.
Über den kurzen und brüchigen Nordwestgrat (Kletterschwierigkeit II-, eine Stelle III-) erreicht man vom Rotenmanntörl aus den Nordwestgipfel der Totenkarspitze (3133 m). Nordwestlich des Törls liegt die unschwierig zu ersteigende Rotenmannspitze (3077 m).
Das Rotenmanntörl liegt abseits viel besuchter Bergwege in einsamer Berglandschaft. Die nächstgelegenen Berghütten mit Übernachtungsmöglichkeit sind die Neue Reichenberger Hütte (2586 m), die Barmer Hütte (2610 m), die Clarahütte (2035 m) sowie die Patscher Alm (1685 m).

## Touren
Das Rotenmanntörl kann erreicht werden von
- der Clarahütte (2035 m) im Umbaltal aus über das Seitental "Dabertal": Über den "Rudolf-Tham-Weg" durchs Dabertal bis zur Abzweigung des markierten Steigs Nr. 312. Von dort aus führt der Weg über Gletschermoränen auf der Ostseite hinauf zum Törl.
- der Neuen Reichenberger Hütte aus (2586 m) über den "Rudolf-Tham-Weg" bis zur Abzweigung des markierten Steigs Nr. 312. Von dort aus führt der Weg über Gletschermoränen auf der Ostseite hinauf zum Törl.
- der Oberen Seebachalm aus (auf 1879 m, im hinteren Defereggental, zwischen der Jagdhausalm und der Oberhausalm gelegen) über den markierten Steig Nr. 312: Der Weg verläuft von der Seebachalm in nordwestlicher Richtung zunächst durch Almwiesen hindurch; die Markierung setzt dazwischen auf einigen hundert Höhenmetern aus, beginnt weiter oben dann aber wieder. Sodann wird am Horizont eine Gratschneide sichtbar, welche ziemlich genau die Richtung zum Törl anzeigt.
- der Jagdhausalm aus ins hintere Schwarzachtal (= Ursprung der Schwarzach) einbiegend, dort dann rechts ab, über das Schwarze Törl (2941 m), später auf den Steig Nr. 312 stoßend: Dieser Weg ist zwar in Wanderkarten eingezeichnet, aber in der Realität nicht markiert. Man kann sich hier jedoch gut an einem rund 300 Höhenmeter über dem Talboden des Schwarzachtales aufgestellten und weithin sichtbaren Feldkreuz (Törler Kreuz, Lage[3]) und einem kleinen See auf knapp 2600 m Höhe orientieren. Die letzten 150 Höhenmeter zum Schwarzen Törl (Schlusshang) bestehen auf westlicher Seite aus einer steilen Schutthalde mit brüchigen Flanken; der Abschnitt vom Übergang (Schwarzes Törl) zum Steig Nr. 312 unterhalb der Ostseite des Rotenmanntörls ist dann nicht mehr schwierig.

## Auf- und Abstieg
Die letzten 70 Höhenmeter auf der Westseite (Seebachalm-Seite) des Rotenmanntörls sind steil, aber begehbar. Es droht hier Steinschlag vom Gipfel der Totenkarspitze, daher sollte man sich am steilen Schlusshang unter dem Törl möglichst links halten.
Die letzten 50 Höhenmeter auf der Ostseite des Rotenmanntörls (Dabertal-Seite) sind aber seit einem Erdrutsch im Jahre 2008 offiziell gesperrt. Es steht nur an der Abzweigung des Steigs Nr. 312 im Dabertal ein Warnschild („gesperrt“). Auf der Westseite, d. h. von der Oberen Seebachalm aus kommend, stehen keine Warnschilder. Es besteht wegen der infolge des Erdrutsches entstandenen Steilheit und des losen Untergrundes auf der Ostseite vom Rotenmanntörl akute Absturzgefahr entlang des in Wanderkarten eingezeichneten Weges. Von einem Abstieg vom Rotenmanntörl in West-Ost-Richtung ist daher derzeit dringend abzuraten.

## Gedenktafel
In der Nähe der Abzweigung vom Weg Nr. 312 im Dabertal (wenige hundert Meter nördlich davon) steht eine Gedenktafel,
die an den 9-jährigen Jakub Tejkl aus der Tschechischen Republik erinnert. Dieser war am 28. Oktober 2002 auf der Rückkehr von einer Bergtour mit seinem Vater (vom Keeseck-Gipfel, 3173 m), dort nach einem Notbiwak an Erschöpfung gestorben. Der Fall hatte damals in Tirol Aufsehen erregt („Wie kann man Ende Oktober einen 9-Jährigen mit auf einen dann schon völlig schneebedeckten und schwer zu besteigenden 3000er-Berggipfel nehmen?“) und endete mit einer Verurteilung des Vaters zu einer Bewährungsstrafe wegen fahrlässiger Tötung.

## Gipfel in der Umgebung
- Totenkarspitze (3133 m)
- Panargenspitze (3117 m)
- Keeseck (3173 m)
- Rotenmannspitze (3077 m)
- Rotenmannkopf (3125 m)
- Reichenberger Spitze (3030 m)

## Bilder

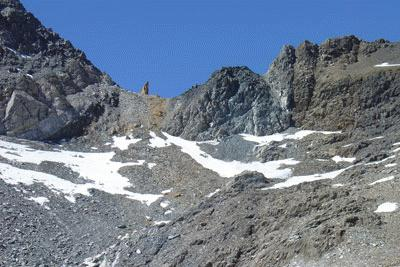
Rotenmanntörl von Osten
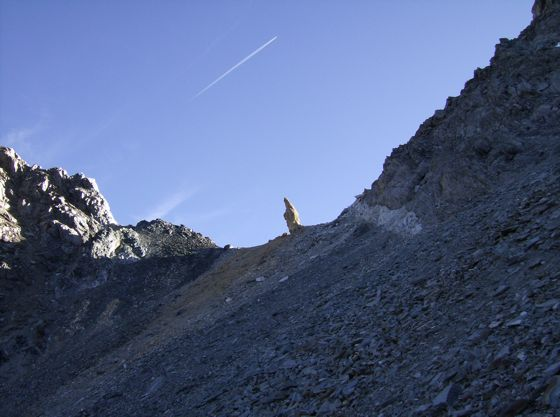
Rotenmanntörl-Westseite von Süden aus
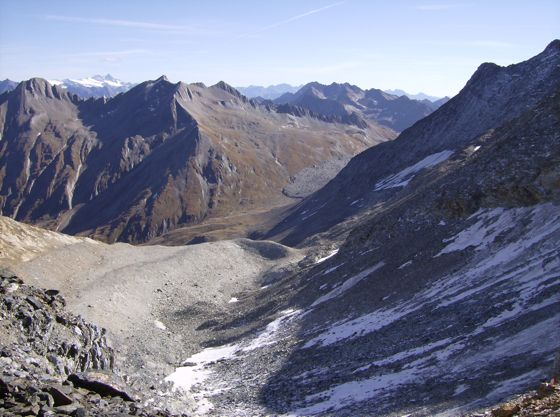
Blick vom Rotenmanntörl auf Ostseiten-Abstieg mit Reichenberger Spitze (3030 m) Mitte links im Hintergrund
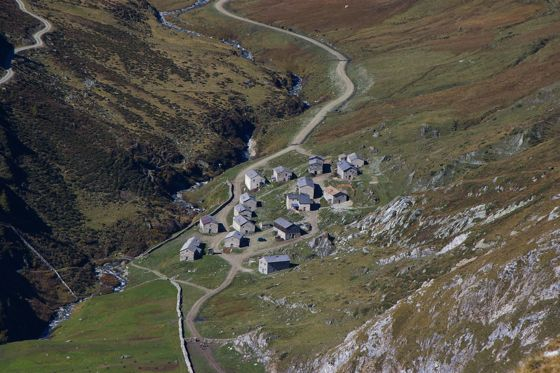
Jagdhausalm vom West-Aufstieg zum Rotenmanntörl
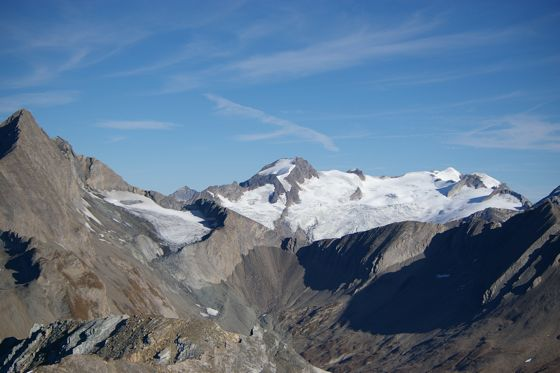
Dreiherrnspitze (3499 m) vom Rotenmanntörl aus